# جیمز بلر
جیمز بلر (انگلیسی: James Blair؛ – ۲۴ مارس ۱۹۱۳ (۲۸ سال)) ورزشکار فوتبال اهل پادشاهی متحد بریتانیای کبیر و ایرلند بود.
از باشگاه‌هایی که در آن بازی کرده‌است می‌توان به باشگاه فوتبال برادفورد سیتی، باشگاه فوتبال آرسنال، باشگاه فوتبال منچستر سیتی، باشگاه فوتبال کیلمارنوک، و باشگاه فوتبال استوک‌پورت کانتی اشاره کرد.